# Chemoprewencja
Chemoprewencja – stosowanie naturalnych lub syntetycznych substancji w celu zahamowania, odwrócenia lub opóźnienia procesu kancerogenezy. Chemoprewencję realizuje się poprzez zapobieganie przekształcania rozwijającego się nowotworu łagodnego w nowotwór złośliwy. W przeciwieństwie do chemioterapii, chemoprewencja ingeruje we wczesne etapy procesu nowotworzenia – przede wszystkim hamuje inicjację i promocję.
Zapobieganie inicjacji kancerogenezy polega między innymi na ingerowaniu w metabolizm czynników rakotwórczych poprzez zahamowanie ich aktywacji do aktywnych metabolitów lub pobudzanie detoksykacji. Duże znaczenie ma w tym kontekście modulacja działania enzymów, szczególnie z rodziny CYP450, odpowiedzialnych w dużej mierze za metabolizm ksenobiotyków.
Kolejne sposoby to wyłapywanie wolnych rodników i innych czynników, które mogą uszkadzać DNA oraz pobudzanie komórkowych procesów naprawczych. 
Ponieważ etap inicjacji następuje stosunkowo szybko w życiu osobniczym i jest nieodwracalny, główny nacisk kładzie się na ingerencję w etapy promocji i progresji nowotworu. W komórkach niepoddanych ochronnemu wpływowi czynników chemoprewencyjnych dochodzi na tych etapach do wielu zmian genetycznych i epigenetycznych, które mogą być powstrzymywane przez niektóre związki chemiczne. Działanie chemoprewencyjne w czasie promocji i progresji nowotworu opiera się między innymi na hamowaniu procesów zapalnych, obniżaniu poziomu wolnych rodników, wstrzymywaniu podziałów komórkowych, promowaniu różnicowania komórek i sprzyjaniu apoptozie. Kancerogenezę można spowolnić również zmieniając ekspresję niektórych genów i modyfikując drogi przekazywania informacji w komórce, na przykład w celu zniesienia nadmiernej wrażliwości komórki na czynniki wzrostu. 

## Mechanizmy działania czynników chemoprewencyjnych
Mechanizmy działania czynników chemoprewencyjnych są bardzo różnorodne i złożone. Polegają w głównej mierze na hamowaniu syntezy i działania białek antyapoptotycznych, czynników wzrostu i kinaz białkowych biorących udział w regulacji cyklu komórkowego. Nasilają natomiast aktywność białek proapoptotycznych, enzymów odpowiedzialnych za unieszkodliwianie wolnych rodników oraz stymulują inne mechanizmy chroniące DNA.

## Czynniki chemoprewencyjne
Czynnikami chemoprewencyjnym mogą być zarówno syntetyczne związki chemiczne (np. niektóre leki) jak i składniki naturalnie występujące w przyrodzie. Dotychczasowe badania wykazały aktywność chemoprewencyjną wielu związków, między innymi z grup retinoidów, polifenoli czy flawonoidów.